# 达尼亚尔·克林巴耶夫
达尼亚尔·克林巴耶维奇·克林巴耶夫（俄语：Даниял Керимбаевич Керимбаев；1909年3月16日（格里历：3月29日）—1982年1月6日），哈萨克族，苏联党和国家领导人。曾任科斯塔奈州州长、巴甫洛达尔州州长、哈萨克苏维埃社会主义共和国最高苏维埃主席团主席、北哈萨克斯坦州州长等职。

## 生平
- 1909年3月16日（格里历：3月29日）出生于沙俄塞米巴拉金斯克州第14村的一个农民家庭。
- 1930年-1931年，哈萨克教育学院学习。1931年，Kounrad矿山人事部负责人。
- 1931年-1932年，塞米巴拉金斯克教育学院学习。
- 1932年-1933年，Pribalkhashstroy矿山测绘员。
- 1933年-1935年，苏联红军服役。
- 1935年-1937年，科斯塔奈州国土厅高级测绘师。
- 1937年，科斯塔奈州图尔盖区工会负责人。
- 1937年-1938年，科斯塔奈州图尔盖区副区长、区长。
- 1938年-1940年，科斯塔奈州副州长、第一副州长。1939年加入联共（布）。
- 1940年-1945年3月，科斯塔奈州州长。
- 1945年3月-1947年3月，巴甫洛达尔州州长。
- 1947年3月-1954年3月，哈萨克苏维埃社会主义共和国最高苏维埃主席团主席。1951年毕业于哈萨克国立大学。
- 1954年3月-1956年，北哈萨克斯坦州州长。
- 1956年-1961年，北哈萨克斯坦州第一副州长。
- 1961年起退休。退休后任综合水文地质考察副组长、工会集团委员会副组长、哈萨克苏维埃社会主义共和国地质部水文地质司司长，哈萨克水文气象局副局长等职。
- 1982年1月6日于阿拉木图逝世，享年72岁。

克林巴耶夫是苏共19大代表；第1-3届苏联最高苏维埃联盟院代表，第4届苏联最高苏维埃民族院代表；第2-3届哈萨克苏维埃社会主义共和国最高苏维埃代表。

## 荣誉
- 列宁勋章
- 两次劳动红旗勋章
- 荣誉勋章